# ケルビンプローブフォース顕微鏡

ケルビンプローブフォース顕微鏡の模式図。プローブにレーザー光を照射して表面を走査した時の凸凹に応じて上下するカンチレバーの変移量を4象限フォトダイオードで検出して表面のデータを収集する。

ケルビンプローブフォース顕微鏡（ケルビンプローブフォースけんびきょう、英: Kelvin probe Force Microscopy: KFM）は、原子間力顕微鏡 (AFM) を元に開発された顕微鏡の一種。イギリスのケルビン卿が接触電位差として探針と試料との電位差が得られることを発見した事が名前の由来となっている。

## 特徴
試料の表面形状とポテンシャル像を同時に得ることができるため、デバイス表面物性の評価に有用である。この際、取得されるポテンシャル像は、使用するカンチレバーの仕事関数との差が電位像として取得される。このKFMは大気中（標準タッピングモード）と真空中（非接触AFMモード）で利用される。現在、超高真空中にて原子分解能程度まで高感度に観察された例が報告されている。

## 測定
KFMで用いるカンチレバーは導電性の物を用いる。この際、Au等を蒸着した物を用いる場合が多いが、仕事関数の取り扱いに注意しなければならない。厳密に言うと、KFM測定の際は、程度によるが、金属蒸着プローブ先端はコンタクトモードの場合は必ず削れる事。また、全般的に言ってプローブ先端には金属が蒸着されにくいため、先端部分の仕事関数が一様にならないと考えられる。そのため、蒸着金属の仕事関数をどのように用いてやるか熟考する必要がある。ただ、KFMで得られる仕事関数はプローブの仕事関数の勾配が大きくかかわってくるため、蒸着なしの物の方が概念的に分かりやすい。
また、KFMの信号を取得する際に、零位法で取得する場合と、仕事関数の違いを直接測定する方法がある。零位法の場合、試料表面とプローブの仕事関数が大きく離れている場合は、仕事関数の差0でフィードバックできない場合がある。仕事関数のフィードバック制御には試料側で行う方法とプローブ側で行う方法があるが、絶縁体の試料や導電性の低い試料ではプローブ側で行う必要がある。

## 検出感度
試料表面の仕事関数の分布を電位として捉える際に取得できる最小検出感度は、カンチレバーのばね定数やQ値、曲率半径などにより求める事ができる。これらの概念的な考え方は、MFMなどと同様である。

## 問題点と課題
カンチレバーと試料との間のギャップ制御信号と、ポテンシャル像を得るためにカンチレバーに対して2重の加振を行うために、信号の強度は低下し、ノイズレベルは増加する。つまりS/N比が悪化する。そのため、高感度観察は非常に困難である。また、仕事関数の変化はプローブの酸化等の表面状態に顕著であるため、定量的に比較することが難しい。
また、対象がピンニングの強い半導体の場合には特に重要になる、表面準位による電位ピンニングの問題がある。KFMの測定結果を用いて半導体内部の様子を定量的に議論する場合には、この効果に十分注意を払う必要がある。